# Vasil Kiryienka

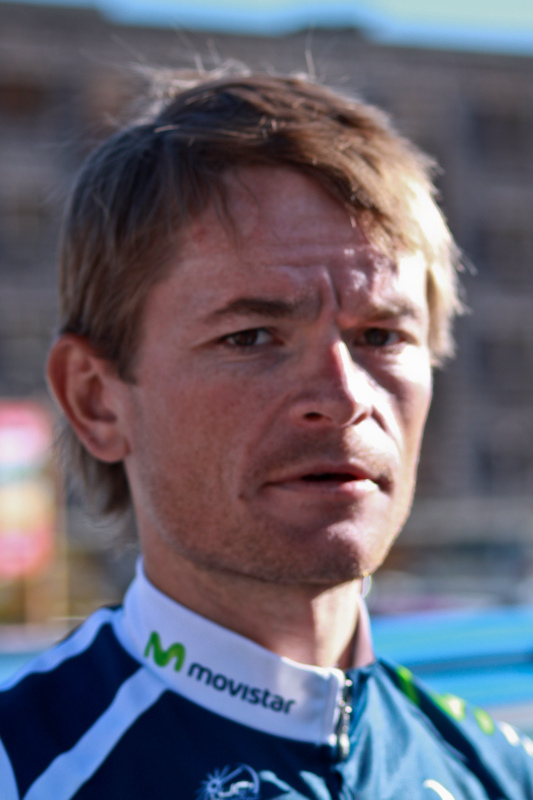
Vasil Kiryienka no Giro d'Italia em 2011.

Vasil Kiryienka (28 de junho de 1981, Richeza) é um ciclista profissional bielorrusso.